# Néstor Rodulfo
Néstor Rodulfo  (San Juan, Puerto Rico 1972. október 18. –) Puerto Ricó-i színész.

## Élete
Néstor Rodulfo 1972. október 18-án született San Juanban. Egy fia van, Diego Alejandro. Luz María Rondón és Herman O'Neill mellett tanult színjátszást. 2009-ben érkezett Mexikóba, ahol szerepet kapott az Hidalgo - La historia jamás contada című filmben. Ezt követően Thomast alakította a Las Aparicióban.

## Szerepei

### Telenovellák, tévésorozatok
| Év        | Cím                                | Szerep      | Stúdió            |
| --------- | ---------------------------------- | ----------- | ----------------- |
| 2005      | El último caso del detective Prado | Luis        |                   |
| 2008      | Al borde del deseo                 | Luis        | XCL-TV            |
| 2010      | Las Aparicio                       | Thomas      | Cadena Tres-Argos |
| 2011-2012 | El octavo mandamiento              | Pablo Ortiz | Cadena Tres-Argos |
| 2012      | Rosa Diamante                      | Ramón Gómez | Telemundo-Argos   |
| 2013      | Fortuna                            | Ernesto     | Cadena Tres-Argos |
| 2013-2014 | La Impostora                       | Tuerto      | Telemundo-Argos   |

### Filmek
- Héroes de otra patria (1998) .... John
- Los Díaz de Doris (1999) .... rendőr
- Amores como todos los demas (1999) .... Charlie
- Locos de amor (2001) .... Tyson
- Bala perdida (2003)
- En cuarentena (2003)
- Animal (2005)
- Che: első rész (2008) .... Miguel
- Che: második rész (2008) .... Miguel
- La recompensa (2008) .... Jean Paul Acevedo
- Estampas de Teyo Gracia (2009)
- Hidalgo - La historia jamás contada (2010)
- Verdades y Mentiras (2012)